# Simulium luggeri
Simulium luggeri es una especie de insecto del género Simulium, familia Simuliidae, orden Diptera.
Fue descrita científicamente por Nicholson & Mickel, 1950.